# Bradysia macfarlanei
Bradysia macfarlanei là một ruồi trong họ Sciaridae, thuộc chi Bradysia. Loài này được Jones miêu tả khoa học đầu tiên năm 1920.